# Alcoranisme
L'alcoranisme o només l'Alcorà (àrab: القرآنيون, al-qurʾāniyūn o أهل القرآن, ʾahl al-Qurʾān) és un corrent islàmic que preconitza que l'Alcorà és l'únic text sagrat d'aquesta religió. Es tracta d'un moviment majoritàriament progressista, que rebutja tenir en compte els hadits i la sunna, considerats en canvi, pels musulmans tradicionalistes, com a essencials per comprendre i practicar l'islam.